# Markus Saller

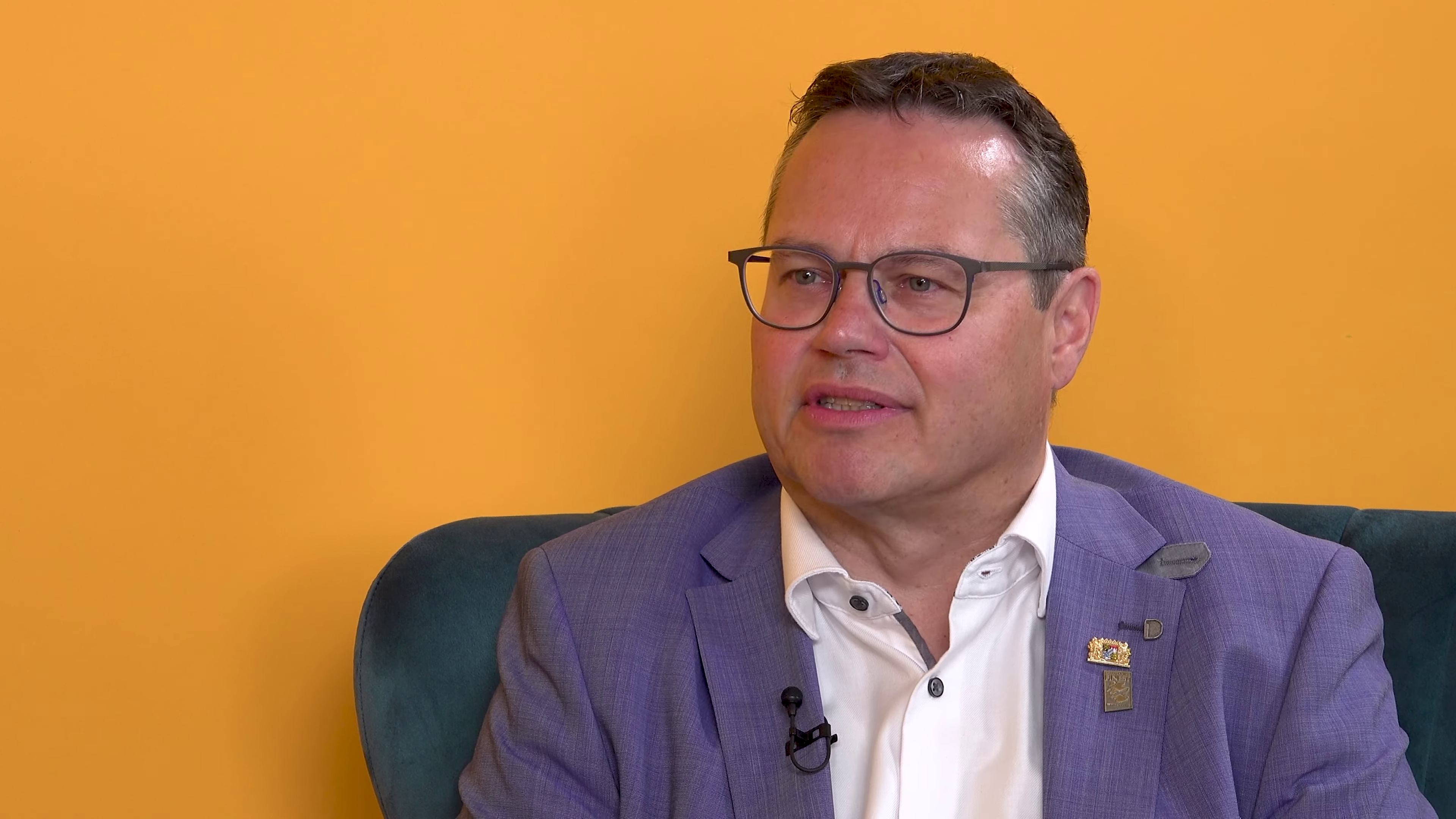
Markus Saller im Maximilianeum (2025)

Markus Saller (* 1969 in München) ist ein deutscher Politiker (Freie Wähler) und Rechtsanwalt. Er ist seit Oktober 2023 Abgeordneter im Bayerischen Landtag.

## Lebenslauf
Saller wohnt seit 1971 in Mühldorf am Inn, besuchte dort die Grundschule und das Gymnasium, das er 1989 mit dem Abitur abschloss. Nach 16 Monaten Zivildienst nahm er das Jura-Studium an der Universität Regensburg auf. Nach dem ersten Staatsexamen 1995 absolvierte das Referendariat unter anderem am Landgericht Traunstein und bei der Regierung von Oberbayern und ist seit dem zweiten Staatsexamen 1997 als Rechtsanwalt zugelassen. Die ersten zweieinhalb Jahre seines Berufslebens arbeitete Markus Saller in einer größeren Anwaltskanzlei in Mühldorf am Inn und wechselte 2000 als Syndikusanwalt zu einem Münchner Versicherungsunternehmen. Ab 2001 leitete er fast zehn Jahre die Rechtsabteilung der Verbraucherzentrale Bayern und war als Autor und Referent für den Verbraucherzentrale Bundesverband tätig. Als EU-Verbraucherrechtsexperte absolvierte er zwischen 2006 und 2014 Einsätze für internationale Projekte in der Türkei, in Kroatien, Serbien, der Volksrepublik China, der arabischen Republik Syrien und zuletzt in Indien. Ab 2011 konzentrierte er sich wieder auf die selbstständige, freiberufliche Tätigkeit als Rechtsanwalt. Seit Oktober 2013 ist er auch für die Kreishandwerkerschaft Altötting-Mühldorf tätig und seit Juni 2014 zudem Geschäftsführer des Gründerzentrums für Handwerk und Gewerbe in Töging am Inn.
Er ist verheiratet und hat drei Kinder.

## Politik
Markus Saller ist seit 2008 Stadtrat in Mühldorf am Inn und Kreisrat des Landkreises Mühldorf am Inn; seit 2020 ist er auch erster weiterer Stellvertreter des Landrats. Er war beziehungsweise ist Aufsichtsratsmitglied in verschiedenen Gesellschaften sowie Mitglied des Lenkungsgremiums der TÜV Rheinland Cert GmbH (Köln) und der LGA Intercert GmbH (Nürnberg). In den Jahren 2013 und 2018 kandidierte Markus Saller erfolglos für den Landtag. Bei der Landtagswahl in Bayern am 8. Oktober 2023 erreichte er als Direktkandidat im Stimmkreis Mühldorf am Inn mit 25,3 % die zweitmeisten Stimmen. Im Wahlkreis Oberbayern erreichte er das achtbeste Ergebnis seiner Partei, die auf insgesamt elf Mandate kam; er zog damit in den Landtag ein.

## Ehrenämter
Bei den Freien Wählern ist er seit 2012 Vorsitzender im Landkreis Mühldorf am Inn.